# Reason to Believe (ER)
Reason to Believe is de achtste aflevering van het dertiende seizoen van de televisieserie ER, die voor het eerst werd uitgezonden op 16 november 2006.

## Verhaal
Dr. Kovac en dr. Lockhart krijgen een echtpaar onder behandeling. Het blijkt dat de man een alcoholist is die in een dronken bui agressief is naar zijn vrouw. Dr. Lockhart probeert de man over te halen hulp te zoeken voor zijn alcoholisme. Dr. Kovac wil dat de vrouw aangifte doet tegen haar man vanwege de mishandelingen. Ondertussen krijgt dr. Kovac een pakketje met daarin de knuffel van zijn zoon. Hij vat dit op als een dreigement van Curtis Ames en maakt zich zorgen over zijn gezin. Hij besluit om raad te vragen bij de politie. Dr. Lockhart ontmoet in een café een oudere man waarmee zij in gesprek raakt. Er ontstaat een klik tussen hen. 
Op de SEH wordt een dakloze tiener binnengebracht met wat lijkt op de symptomen van hondsdolheid. Aangezien deze ziekte bijna niet te overwinnen is, maken de artsen zich zorgen over de kansen van de patiënt.
Dr. Pratt krijgt bij thuiskomst een verrassing te verwerken. Hij vindt zijn halfbroer Chaz in de badkamer samen met een andere jongen. Hij schrikt hier zo van, dat hij Chaz meteen buiten zet. Ondertussen besluit hij de kerk te helpen met hun medicijnprogramma en gaat op de SEH op zoek naar medicijnen die hij kan doneren. Hij krijgt onverwachts hulp van studente Bobeck.
Dr. Gates krijgt van Meg te horen dat zij graag met hem wil trouwen. Hij breekt haar hart door te zeggen dat hij haar wil verlaten.
Dr. Weaver is toch ingegaan op het aanbod om een televisieprogramma te maken over de gezondheid. Tijdens het filmen op een school stikt er een studente in het eten en dr. Weaver redt haar leven live op televisie.

## Rolverdeling

### Hoofdrollen
- Goran Višnjić - Dr. Luka Kovac
- Maura Tierney - Dr. Abby Lockhart
- Mekhi Phifer - Dr. Gregory Pratt
- Sam Jones III - Chaz Pratt
- Parminder Nagra - Dr. Neela Rasgrota
- John Stamos - Dr. Tony Gates
- Laura Innes - Dr. Kerry Weaver
- Linda Cardellini - verpleegster Samantha Taggart
- Lily Mariye - verpleegster Lily Jarvik
- Brian Lester - ambulancemedewerker Brian Dumar
- Busy Philipps - Hope Bobeck
- Paula Malcomson - Meg Riley
- Chloe Greenfield - Sarah Riley
- Troy Evans - Frank Martin

### Gastrollen (selectie)
- Michelle Hurd - Courtney Brown
- Keith David - pastoor Watkins
- Fred Ward - Eddie Wyczenski
- Jack Carter - Kipke
- Michael Cole - Charles Hadley
- Mary-Joan Negro - Emma Hadley
- Masam Holden - Teller
- Ty Granderson Jones - Hector Rodriguez
- Jack Weber - Paulie
- Christopher Amitrano - politieagent Hollis